# Grotestraat (Nijverdal)
De Grotestraat is de drukke centrale doorgangsweg en winkelstraat in Nijverdal.
De Grotestraat was onderdeel van de N35, die dwars door Nijverdal liep, gemeente Hellendoorn.
Om Nijverdal van het drukke verkeer door de Grotestraat te ontlasten werd in 2007 het Combiplan Rijksweg 35 gestart, waarbij de Salland-Twentetunnel werd aangelegd. Vooral het kruispunt met stoplicht waar de Grotestraat de N347 kruist veroorzaakte een grote verkeersopstopping.
Er staan enkele gemeentelijke monumenten aan deze straat, waaronder de St. Antonius van Paduakerk op nummer 148.
Het Memory International War Museum vestigde zich in 2009 aan deze straat.